# Grafheuvels in het Spainkbos
De grafheuvels in het Spainkbos zijn gelegen in het centrum van de Nederlandse stad Apeldoorn, nabij de Loolaan. Hier liggen in totaal vier grafheuvels.
De oudste bekende graven in Apeldoorn dateren uit de nieuwe steentijd en de bronstijd. Apeldoorn is een van de Nederlandse gemeenten met de meeste grafheuvels. In de gemeente zijn meer dan 150 prehistorische grafheuvels bekend.
Ook in het centrum van Apeldoorn zijn grafheuvels te vinden, namelijk in het Spainkbos vlak bij de Loolaan. Hier liggen in totaal vier grafheuvels in een klein stukje natuur. De hoogste grafheuvel is jarenlang gebruikt door kinderen met crossfietsen. Ter bescherming is er inmiddels een laag hekje omheen gezet en ook is er een informatiebord geplaatst. De heuvel stamt waarschijnlijk uit de vroege bronstijd (wikkeldraadperiode) en is ongeveer 4000 jaar geleden opgeworpen. Archeologen stelden vast dat de heuvel flink beschadigd is, waarschijnlijk door grafroof en door het gebruik als crossheuvel. Door onderzoek van stuifmeel uit de heuvel is bekend dat het landschap er in de tijd van de begrafenis anders uitzag dan nu. Het was toen een open plek begroeid met heide en met in de omgeving vooral eikenbomen.
Waarschijnlijk waren grafheuvels voor belangrijke doden. Niet iedereen kreeg namelijk een heuvel; ook gewone graven kwamen voor. Aan een begraving onder een grafheuvel is veel tijd en aandacht besteed. De dode werd op de grond of in een kuil gelegd, meestal op de zij, met opgetrokken knieën en met het gezicht naar het zuiden. Hij of zij kreeg soms voorwerpen mee en een prachtig versierde beker, misschien met eten of drinken voor onderweg naar het hiernamaals.
Ongeveer 3100 jaar geleden kwam er met de komst van de urnenveldencultuur een grote verandering in de begrafenisrituelen. Vanaf die tijd werden de doden gecremeerd, waarna de crematieresten werden begraven. Ook in een van de heuvels in het Spainkbos is een crematie aangetroffen.